# Collierbacterales
Collierbacterales es un orden de bacterias identificado en 2015 a través de análisis genómicos, al que usualmente se le asigna el rango de orden. Se incluye con otros órdenes similares en la clase Microgenomatia, previamente conocido como candidato OP11. Se caracterizan por células extremadamente pequeñas, genomas reducidos y capacidades metabólicas limitadas, por lo que se piensa que viven como simbiontes en comunidades microbianas. Junto a otros grupos recientemente identificados de bacterias forma parte del amplio grupo CPR o Minisyncoccota, que se estima constituye al menos un 15% de la diversidad bacteriana. El nombre del grupo ha sido puesto en honor al microbiólogo R. John Collier.